# Equalização (comunicações)
Em telecomunicações, a equalização é a reversão da distorção incorrida por um sinal transmitido por um canal. Os equalizadores são usados para tornar a resposta em frequência (de uma linha telefônica , por exemplo) plana de ponta a ponta. Quando um canal é equalizado, os atributos de domínio da frequência do sinal na entrada são reproduzidos fielmente na saída. Telefones, Linhas de assinantes digitais (L.A.D.) e cabos de televisão usam equalizadores para preparar os sinais de dados para transmissão.
Os equalizadores são essenciais para a operação bem-sucedida de sistemas eletrônicos, como a transmissão de televisão analógica [en]. Nesta aplicação, a forma de onda real do sinal transmitido deve ser preservada, não apenas seu conteúdo de frequência. Os filtros de equalização devem cancelar qualquer atraso de grupo e atraso de fase [en] entre os diferentes componentes de frequência.

## Telecomunicações analógicas

### Linhas de áudio
Os primeiros sistemas de telefonia usavam equalização para corrigir o nível reduzido de altas frequências em cabos longos, normalmente usando redes Zobel [en]. Esses tipos de equalizadores também podem ser usados para produzir um circuito com uma largura de banda mais ampla do que a banda telefônica padrão (de 300 Hz à 3,4 kHz). Isso era particularmente útil para emissoras que precisavam de qualidade de "música" (não de qualidade de "telefone") em linhas fixas carregando o material do programa. É necessário remover ou cancelar quaisquer bobinas de carga [en] na linha antes que a equalização possa ser bem-sucedida. A equalização também foi aplicada para corrigir a resposta dos transdutores, por exemplo, um determinado microfone pode ser mais sensível a sons de baixa frequência do que a sons de alta frequência, então um equalizador seria usado para aumentar (reforçar) o volume das frequências mais altas e reduzir (cortar) o volume dos sons de baixa frequência

### Linhas de televisão
Uma abordagem semelhante à do áudio foi feita com as linhas de televisão, mas com duas importantes complicações adicionais: a primeira delas é que o sinal de televisão é de uma largura de banda cobrindo muito mais oitavas do que um sinal de áudio. Consequentemente, um equalizador de televisão requer mais seções de filtro do que um equalizador de áudio e, para manter isso gerenciável, as seções do equalizador de televisão foram frequentemente combinadas em uma única rede usando topologia progressiva para formar um equalizador Cauer [en].
A segunda questão é que a equalização da fase é essencial para um sinal de televisão analógico. Sem ela, a dispersão causa a perda de integridade da forma original da onda e a imagem é vista com manchas no que, originalmente, são bordas afiadas. 

### Tipos de equalizadores analógicos
- Rede Zobel [en],
- Equalizador de fase de rede [en]
- Equalizador de atraso T em ponte [en].

## Telecomunicações digitais
Os modernos sistemas de telefonia digital têm menos problemas na faixa de frequência de voz pois apenas a linha local para o assinante permanece no formato analógico. Os circuitos Linhas de assinantes digitais (L.A.D.) operando na faixa dos MHz nesses mesmos fios podem sofrer severa distorção de atenuação [en], que é tratada pela equalização automática ou pelo abandono das piores frequências. Os circuitos do Picturephone também tinham equalizadores.
Em comunicações digitais, o objetivo do equalizador é reduzir a interferência intersimbólica [en] para permitir a recuperação dos símbolos de transmissão. Pode ser um filtro linear simples ou um algoritmo complexo.

### Tipos de equalizadores digitais
- Equalizador linear: processa o sinal de entrada com um filtro linear.
  - Equalizador de Erro quadrático médio mínimo (E.Q.M.M.)[b] [en]: projeta o filtro para minimizar o E[|e|2], onde "e" é o sinal de erro, que é a saída do filtro menos o sinal transmitido.[1]
  - Equalizador de força zero [en]: aproxima o inverso do canal com um filtro linear.
- Equalizador de retorno de decisão (E.R.D.)[c]: aumenta um equalizador linear adicionando uma versão filtrada de estimativas de símbolos anteriores à saída do filtro original.[2]
- Equalizador cego [en]: estima o sinal transmitido sem conhecimento das estatísticas do canal, usando apenas o conhecimento das estatísticas do sinal transmitido.
- Equalizador adaptativo [en]: normalmente é um equalizador linear ou um Equalizador de retorno de decisão (E.R.D.)[c]. Ele atualiza os parâmetros do equalizador (como os coeficientes do filtro) à medida que processa os dados. Normalmente, ele usa a função de custo de Erro quadrático médio (E.Q.M.)[d], assume que toma as decisões corretas sobre os símbolos e usa sua estimativa dos símbolos para calcular "e" (o qual é definido anteriormente).
- Equalizador Viterbi [en]: encontra a melhor solução de Máxima verossimilhança(M.V.) [e] para o problema de equalização. Seu objetivo é minimizar a probabilidade de cometer um erro em toda a sequência.
- Equalizador de BCJR [en]: usa o algoritmo de BCJR (também chamado de algoritmo para frente e para trás [en]) para encontrar a solução máxima a posteriori (P.M.A )[f] [en]. Seu objetivo é minimizar a probabilidade de que um determinado bit tenha sido estimado incorretamente.
- Equalizador turbo [en]: aplica decodificação turbo enquanto trata o canal como um código convolucional.